# Alex Tobin
Alex Tobin est un footballeur puis entraîneur australien né le 3 novembre 1965 à Adélaïde. International australien, il détient le record du nombre de sélections australiennes (87 sélections pour 2 buts).

## Palmarès

### En équipe nationale
- Finaliste de la Coupe des confédérations en 1997.
- Vainqueur de la Coupe d'Océanie en 1996.
- 87 sélections et 2 buts en équipe d'Australie entre 1988 et 1998.

### En club
- Champion d'Australie (NSL Championship) en 1986, 1992 et 1994 avec Adelaide City FC.
- Vainqueur de la Coupe d'Australie (NSL Cup) en 1989 et 1992 avec Adelaide City FC.